# Tel Zayit
Tel Zayit (תל זית) est un petit tel de 0,8 acre situé en Israël, dans la région de la Shephelah, à 5 km au nord-est de Kiryat Gat et à proximité du kibboutz Gal On (en). Il fait l'objet de fouilles archéologiques depuis 1999, conduites par les Professeurs Ron E. Tappy et G. Albert.

## Découvertes
Ces fouilles ont révélé des installations humaines pendant le bronze récent et le Fer I et II, parfois identifiée avec les sites bibliques de Libna (Josué 10; 2 Rois 19:8; et passim) ou Ziklag (1 Samuel 27-30).
Pendant la saison de 2005, les archéologues ont découvert l'Abécédaire de Zayit parmi les ruines d'un feu datant du Xe siècle av. J.-C..

## Histoire
Le site fut détruit par deux fois par le feu, aux alentours de -1200 (fin du bronze récent) puis au IXe siècle av. J.-C. R. Tappy a suggéré que cette dernière pourrait être due à la campagne de Hazael. La Bible évoque en effet la campagne de ce roi dans la Shephelah, campagne qui a conduit à la destruction de la ville philistine voisine de Gath, que les archéologues proposent comme une évidence de la campagne d'Hazael. Les tactiques de siège araméennes sont décrites dans la stèle de Zakkur.